# Bébi mama
A Bébi mama (eredeti cím: Baby Mama) 2008-ban bemutatott amerikai romantikus filmvígjáték, melynek forgatókönyvírója és rendezője (rendezői debütálás) Michael McCullers. A főszerepet Tina Fey, Amy Poehler, Greg Kinnear, Dax Shepard, Romany Malco, Maura Tierney, Holland Taylor, Steve Martin és Sigourney Weaver alakítja.
A film 2008. április 25-én jelent meg.

## Cselekmény
Philadelphia. Kate karrierista, egyedülálló nő, aki mindig is a munkát helyezte a magánélete elé. Negyvenéves korához közeledve azonban egyre erősebb vágyat érez arra, hogy anya legyen. Több sikertelen mesterséges megtermékenyítés után Kate úgy dönt, hogy béranyát vesz igénybe, és egy erre szakosodott ügynökséghez fordul, amely Angie-t, egy alacsony társadalmi háttérrel rendelkező lányt ajánlja neki.
Eközben Kate egy épületet keres, amelyet lebontana, hogy helyet csináljon a cége új üzletének; a környéken nyomozva találkozik Robbal, egy kávézó tulajdonosával.
Egy este Angie meglepő módon megjelenik Kate ajtajában, és szállást keres. Kate örömmel látja vendégül, mert így közelebbről is átélheti az egész terhességet. Személyiségük azonban eltérő, és Angie úgy viselkedik, mintha nem is várna babát.
Eközben Rob áll azok élére, akik ellenzik Kate cégének spekulatív terveit. A helyzet kellemetlenné válik kettejük között, de a nézeteltérés ellenére kezdenek kölcsönös érdeklődést érezni.
Ugyanakkor Kate és Angie a terhesség előrehaladtával kezdik megszokni az együttélést. Angie azonban titkot rejteget: nem terhes, hazudott Kate-nek, hogy könnyű pénzhez jusson, meghamisítva az ultrahangvizsgálat eredményét. Közben megzsarolja őt volt férje, Carl, aki azzal fenyegetőzik, hogy leleplezi a csalást, ha ők nem jönnek össze újra.
Amikor már éppen be akarja vallani a dolgot a barátnőjének, kiderül, hogy mégiscsak terhes: a meg nem született baba az övé és Carlé. Angie rájön, hogy a férfi gyermekét hordja ki, de nem tudja, hogyan magyarázza el a barátnőjének, aki időközben szorgalmasan járni kezd Robbal. Angie elhatározza, hogy elmondja neki, hogy nem az ő magzatával terhes.
A dolgok a „babaváró” során csúcsosodnak ki, amikor Carl beoson, és mindenkinek elárulja, hogyan is állnak a dolgok valójában. Kate, aki dühös és csalódott a csalás miatt, kirúgja Angie-t a házból, de kétségei vannak afelől, hogy a baba valóban nem az övé-e.
Az ügy végül bíró elé kerül, aki megerősíti Angie-t a baba anyjaként: a lány  megköszöni Kate-nek, hogy emberileg fejlődött, és megtanította őt arra, hogy jó anya legyen. A tárgyalóteremből kilépve Angie magzatvize elfolyik, és Kate beviszi a kórházba; itt Kate elájul, a későbbi vizsgálatokból pedig kiderül, hogy terhes. Miután megkapta a váratlan hírt, felkeresi Angie-t, aki éppen megszülte a kislányát. Kate megbocsát neki, és kibékülnek.
Egy évvel később, Stefani első születésnapi partiján Angie és Kate még mindig nagyon jóban vannak, mindketten boldog anyák; Kate Robbal van, együtt nevelik a fiukat, míg Carl, bár nem békült ki volt barátnőjével, közel maradt a lányához, és elkezd leckéket venni „szülői feladatokból”.

## Szereplők
| Szerep                    | Színész          | Magyar hang        | Leírás                           |
| ------------------------- | ---------------- | ------------------ | -------------------------------- |
| Katherine „Kate” Holbrook | Tina Fey         | Kisfalvi Krisztina | Leendő anya                      |
| Angela „Angie” Ostrowski  | Amy Poehler      | Mezei Kitty        | Béranya                          |
| Rob Ackerman              | Greg Kinnear     | Csankó Zoltán      | a SuperFruity kávézó tulajdonosa |
| Carl Loomis               | Dax Shepard      | Varga Gábor        | Angie törvényes férje            |
| Chaffee Bicknell          | Sigourney Weaver | Menszátor Magdolna | A béranya ügynökség vezetője     |
| Barry Waterman            | Steve Martin     | Barbinek Péter     | Kate főnöke                      |
| Oscar Priyan              | Romany Malco     | Király Attila      | Portás                           |
| Caroline                  | Maura Tierney    | Báthory Orsolya    | Kate nővére                      |
| Rose Holbrook             | Holland Taylor   | Szabó Éva          | Kate anyja                       |
| Dr. Manheim               | Denis O'Hare     | Maday Gábor        | orvos                            |
| Bíró                      | James Rebhorn    | Dunai Tamás        |                                  |

## Bevétel
A Bébi Mama nyitóhétvégéjén az Amerikai Egyesült Államokban és Kanadában 2543 moziban 17 407 110 dolláros bevételt ért el, ezzel az első helyen végzett a jegypénztáraknál, és átlagosan 6845 dollárt hozott mozinként.
A film összesen 64 163 648 dolláros bevételt hozott a 30 millió dolláros gyártási költségvetésével szemben.

## Fordítás
- Ez a szócikk részben vagy egészben  a   Baby Mama (film) című angol Wikipédia-szócikk fordításán alapul.  Az eredeti cikk szerkesztőit annak laptörténete sorolja fel. Ez a jelzés csupán a megfogalmazás eredetét és a szerzői jogokat jelzi, nem szolgál a cikkben szereplő információk forrásmegjelöléseként.